# یوکاری‌کورودره (امیرداغ)
یوکاری‌کورودره (به ترکی استانبولی: Yukarıkurudere) یک منطقهٔ مسکونی در ترکیه است که در امیرداغ واقع شده‌است. یوکاری‌کورودره ۴۲۰ نفر جمعیت دارد و ۱٬۲۶۷ متر بالاتر از سطح دریا واقع شده‌است.